# Serena Ortolani
Serena Ortolani, född 7 januari 1987 i Ravenna i Italien, är en volleybollspelare (vänsterspiker).
Ortolani har blivit italienska mästare fyra gånger (2005/2006, 2010/2011, 2014/2015 och 2015/2016), vunnit italienska cupen två gånger (2005/2006 och 2016/2017) och italienska supercupen två gånger (2004 och 2016). Internationellt har hon med klubblagen vunnit CEV Champions League tre gånger (2004/2005, 2008/2009 och 2009/2010) och CEV Challenge Cup en gång (2018/2019). Individuellt utsågs hon till mest värdefulla spelare vid CEV Champions League 2008/2009.
Hon debuterade i seniorlandslaget 2004 och har tagit silver vid VM 2018, guld vid EM 2007 och EM 2009 och brons vid EM 2005. Hon är gift med volleybolltränaren Davide Mazzanti sedan 2014 och har en dotter tillsammans, vilket gjorde att Ortolani tog speluppehåll säsongen 2012/2013 p.g.a. graviditeten..